# Canal de Wellington

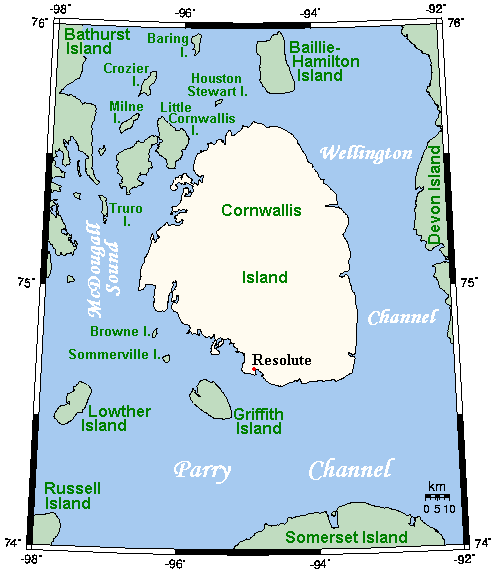
O canal de Wellington, a leste da ilha Cornwallis

O canal de Wellington (em inglês:  Wellington  Channel) é um canal natural no centro do Arquipélago Ártico Canadiano na região de Qikiqtaaluk, Nunavut, Canadá. Disposto na direção norte-sul, separa a ilha Cornwallis e a ilha de Devon.
Em 1845 Sir John Franklin passou o inverno na ilha Beechey, na parte sudeste do canal. Em 1850 dois navios da Primeira Expedição Grinnell ficaram presos no gelo. Na primavera de 1851 foi explorado por William Penny que viajou em trenó até ao extremo noroeste da ilha de Devon.